# 陈元昱
陳元昱（越南语：／；1328年后—1364年），是陈明宗的第6子，嫡长子，生母宪慈宣圣皇后，他应该出生晚于1328年，但早于1336年。出生后，册封为恭肃王，他奢侈浪费，使得父亲很不喜欢他，认为他没有继承国统的品质，故而在兄陈宪宗去世后，没能当上皇帝。陈元昱不仅奢华浪费，而且也很好色，听说优伶杨姜之妻艳色，就将她纳为妾，还将其子杨日礼当作己子养大，还给其赐姓陈。1370年，即位后的杨日礼追谥他为皇太伯。

## 家族
- 父：陈明宗
- 母：宪慈宣圣皇后
- 子：无
- 养子：杨日礼